# Šardinje
Šardinje este o localitate din comuna Ormož, Slovenia, cu o populație de 125 de locuitori.